# Douglas XTB2D
Die Douglas TB2D Skypirate (auch bekannt unter dem Namen Devastator II) war ein Torpedobomber der United States Navy, der vorgesehen war für den Einsatz von Flugzeugträgern der Midway- und Essex-Klasse; auf älteren Flugzeugträgern konnte er wegen zu kleiner Flugdecks nicht eingesetzt werden. Zwei Prototypen wurden gebaut, aber mit dem Ende des Zweiten Weltkriegs galten Torpedobomber als ein veraltetes Konzept, daher wurde der Typ als unnötig erachtet und gestrichen.

## Konstruktion und Entwicklung
Die Douglas-Konstrukteure Ed Heinemann und Bob Donovan begannen im Jahr 1939 die Arbeit an einem Vorschlag, um die trägergestützten TBD-Devastator-Torpedobomber zu ersetzen. Im Jahr 1942 begann das Team von Heinemann und Donovan mit der Arbeit an einem neuen Projekt mit dem Namen „Devastator II“.
Am 31. Oktober 1943, vier Tage nach dem Baubeginn der neuen Midway-Klasse-Flugzeugträger, erhielt Douglas einen Vertrag für zwei Prototypen, die als TB2D bezeichnet wurden und den offiziellen Namen „Skypirate“ erhielten.
Die TB2D wurde von einem Pratt & Whitney R-4360-Motor mit gegenläufigen Propellern angetrieben. Vier Torpedos oder eine gleichwertige Bombenlast konnte an Unterflügelstationen mitgeführt werden. Die Abwehrbewaffnung bestand aus zwei 20-mm-Kanonen in den Tragflächen und aus einem kraftverstärkten Schützenturm und einem Heckstand im hinteren Unterrumpf installierten 12,7-mm-(0,50-in)-Maschinengewehren.
Die XTB2D war sehr groß für ein einmotoriges Flugzeug und die (X)TB2D würde das größte Flugzeug für Flugzeugträger zu dem Zeitpunkt sein. Die XTB2D konnte die vierfache Waffenlast der Grumman TBF Avenger tragen. Mit nur begrenzter Unterstützung von der US-Marine und mit Blick auf eine Empfehlung für die Stornierung am 20. Mai 1944, aufgrund der Tatsache, dass die Flugzeuge nur auf Trägern der Midway- und Essex-Klasse einsetzbar gewesen wären, hatte das TB2D-Projekt bereits in der Mockup-Phase einen schweren Stand.

## Geschichte

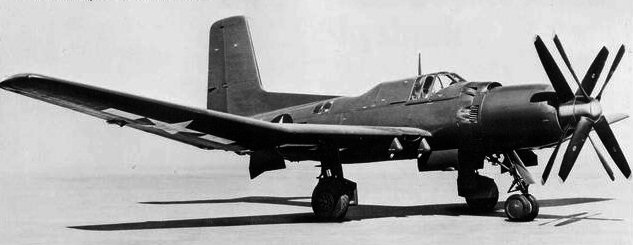
Die XTB2D-1 mit den gut erkennbaren gegenläufig drehenden Koaxialpropellern

Die beiden „Skypirate“-Prototypen mit den BuNo 36933 und 36934 waren im Jahr 1945 bereit für die Flugversuche. Der erste Prototyp XTB2D-1 hatte seinen Erstflug am 13. März 1945. Der zweite Prototyp hatte einen um 58 cm verlängerten Rumpf und flog später im Sommer 1945 zum ersten Mal. Beide Prototypen wurden ohne Bewaffnung getestet.
Obwohl die Flugversuche im Zeitplan verliefen, führte der Zusammenbruch der japanischen Streitkräfte im Pazifik zusammen mit Verzögerungen bei der Produktion der Midway-Klasse-Flugzeugträgern zur Eliminierung dieser Art von Militärflugzeugen und der Stornierung der Bestellung von 23 Vorserienflugzeugen. Die Flugversuche wurden beendet und die beiden Prototypen im Jahr 1948 verschrottet.

## Technische Daten

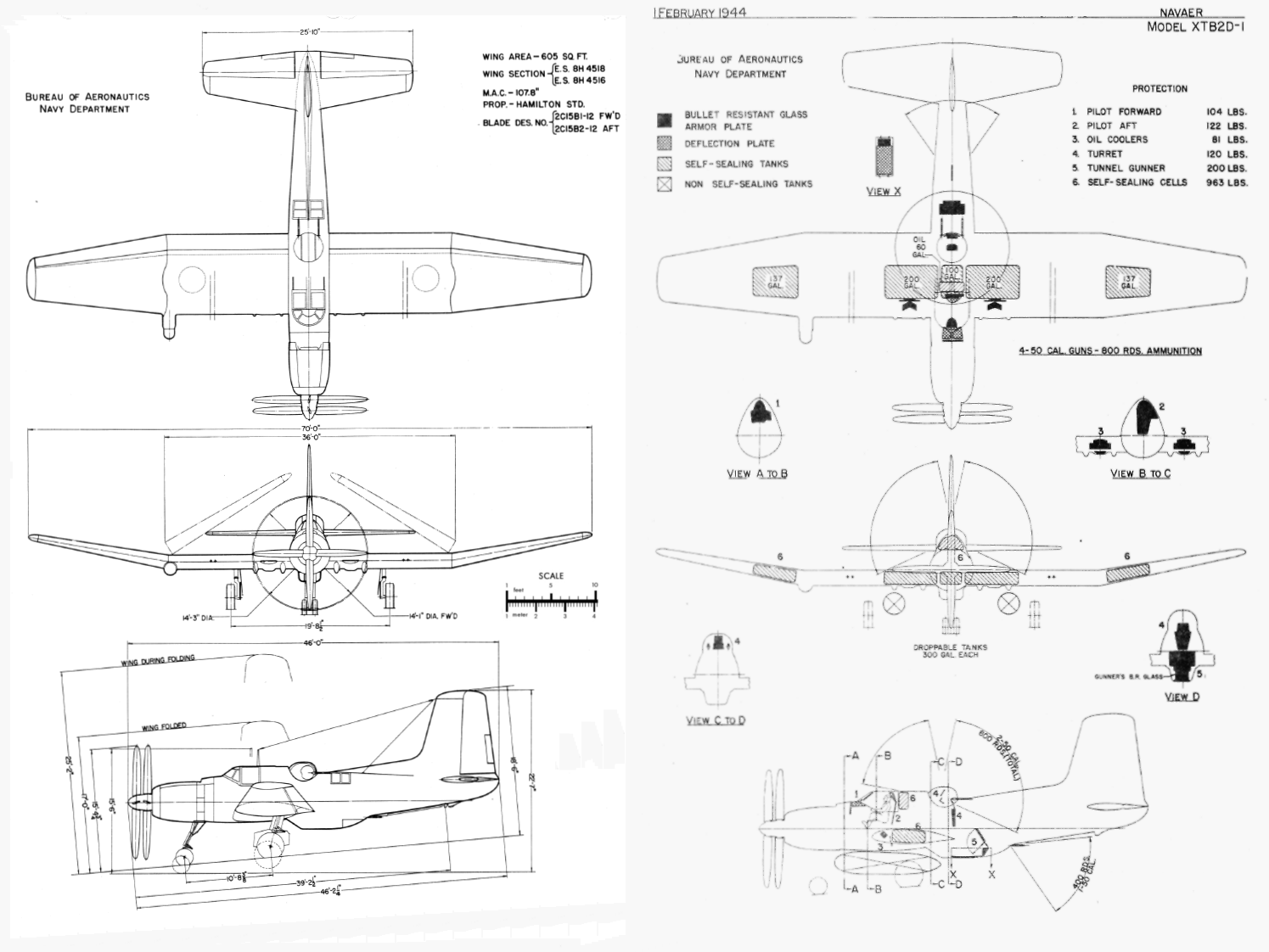

| Kenngröße             | Daten                                                                                   |
| --------------------- | --------------------------------------------------------------------------------------- |
| Besatzung             | 3                                                                                       |
| Länge                 | 14,02 m                                                                                 |
| Spannweite            | 21,34 m                                                                                 |
| Höhe                  | 6,88 m                                                                                  |
| Flügelfläche          | 56,2 m²                                                                                 |
| Flügelstreckung       | 8,1                                                                                     |
| Leermasse             | 8.348 kg                                                                                |
| Startmasse            | normal 12.948 kg maximal 15.767 kg                                                      |
| Triebwerk             | 1 × vierreihiger Sternmotor Pratt & Whitney R-4360-8 Wasp Major mit 3.000 PS (2.238 kW) |
| Höchstgeschwindigkeit | 546 km/h                                                                                |
| Marschgeschwindigkeit | 270 km/h                                                                                |
| Reichweite            | 2.013 km                                                                                |
| Dienstgipfelhöhe      | 7.450 m                                                                                 |
| Steiggeschwindigkeit  | 7,2 m/s                                                                                 |